# هایپرکرومیسیتی
هایپرکرومیسیتی (ابرفامِگی) افزایش جذب (چگالی نوری) یک ماده است. معروف‌ترین مثال آن هایپرکرومیسیتی DNA است در زمانی که مارپیچ دو رشته‌ای دناتوره شده باشد. جذب  UV  زمانی که دو رشته DNA از طریق گرما یا با اضافه کردن denaturant یا با افزایش سطح pH از هم جدا می‌شوند، افزایش می‌یابد. در مقابل، کاهش جذب hypochromicity نامیده می‌شود.
در طول همانندسازی و رونویسی DNA رشته‌های مارپیچ دوگانه باید از یکدیگر جدا شوند تا رشته‌های جدید از روی رشته‌های موجود سنتز شوند. بازشدن تاخوردگی‌ها و جدا شدن دو رشتهٔ DNA تحت عنوان دناتوراسیون نامیده می‌شود و با افزایش دمای محلول DNA صورت می‌پذیرد. افزایش انرژی گرمایی و به تبع آن افزایش تحرکات مولکولی منجر به شکستن پیوندهای هیدروژنی و سایر نیروهایی می‌شود که مارپیچ دوگانه را پایدار می‌کنند. افزایش اندک دمای محیط منجر به از دست رفتن تقریباً همرمان و سریع میانکنش‌های ضعیفی می‌گردد که دو رشته‌های ی DNA را در کنار هم نگه می‌دارد. به دلیل جذب کمتر نور فرابنفش (UV) توسط جفت بازهای موجود در مولکول DNA نسبت به بازهای موجود در DNA تک رشته‌ای، دناتوراسیون منجر به افزایش ناگهانی در جذب نور UV می‌شود. پدیده ای که به عنوان هایپرکرومیسیتی شناخته می‌شود.